# Suša (2002.)
Suša je hrvatski kratki dramski igrani film redatelja Dalibora Matanića u trajanju 14 minuta iz 2002. godine. FIlm govori o djevojci na udaljenom jadranskom otoku. Na tom je otoku ona jedina koja može hodati. Trudeći se da održi privid da je sve normalno, dijelovi njene dobro čuvane intime postaju vidljivi. Glavnu ulogu tumači Leona Paraminski, koja glumi jedinu pokretnu djevojku na otoku.

## Uloge

### Glavne uloge
- Leona Paraminski - djevojka

### Sporedne uloge
- Tamara Bogunović - majka
- Marija Geml - baka
- Robert Perišić - svećenik
- Karmela Mužić - baba Mare
- Viktorio Mlacović - ribar
- Zlatko Gregorevčić Rus - liječnik Mate

## Nagrade
- posebna nagrada žirija u Švicarskoj, Cinema Tout Ecran[2]
- posebna nagrada žirija u Italija, Alpe Adria Cinema[2]
- nagrada "Oktavijan" za najbolji kratki film na Danima hrvatskog filma[3]
- specijalna Kodakova nagrada za filmsku fotografiju (Branko Linta) na Danima hrvatskog filma[4]

## Vanjske poveznice
- Suša na Internet Movie Database